# Iglesia de San Esteban (Guijo de Coria)
La iglesia de San Esteban es el templo parroquial católico del municipio español de Guijo de Coria, situado al noroeste de la provincia de Cáceres.
Desde 1990 es candidata a bien de interés cultural.

## Descripción
La iglesia parroquial de Guijo de Coria es un notable ejemplar de arte altoextremeño de los siglos XV, XVI y XVII. En cuanto a su valor arquitectónico, lo más sobresaliente es la fusión del gótico del siglo XV y el renacimiento de mediados del XVI.
A mediados del siglo XVI se introducen importantes reformas en el edificio. Se pretende, entonces, sustituir el viejo inmueble gótico por otro de nueva planta. Las obras no concluyeron, por lo que se demolió la nave, ya descrita, mientras que fue absorbida la cabecera. En el lugar de esta se levanta el ábside, crucero y torre renacentista, de mucho porte en volumen y altura.
La construcción es de mampostería, utiliza la sillería granítica en los estribos y en la torre; las bóvedas construidas en la segunda etapa son de crucería, con todas sus claves decoradas con relieves de santos y apóstoles, algunas de ellas policromadas.
Interiormente, el templo se configura en cruz latina. La capilla mayor, cuadrada, se transforma, mediante vistosas trompas aveneradas, en una estructura ochavada que se cierra con una compleja bóveda de crucería reconstruida en 1545 por Pedro de Ibarra, Maestro Mayor del Obispado y de la Orden de Alcántara, de diseño similar son las bóvedas del crucero adornadas todas ellas con las claves con Stos. Mártires, Apóstoles, Evangelistas y Santos Obispos.
La edificación vieja consta de tres tramos de nave separadas por arcos diafragma apuntados que sostienen techumbre de madera a dos aguas. A los pies se ubica el coro, buen trabajo de madera del siglo XV, en el que se destacan unos magníficos ejemplares de modillones con dibujos geométricos, carátilas y flores de tradición gótica. La sacristía nos ofrece un recinto cubierto con bóveda de cañón recorrida por nervios que descansan en ménsulas, las obras de la sacristía fueron comenzadas en 1588 por Diego de Barreda, continuador de Ibarra estando concluidos en 1594.
Al exterior, la torre, construida íntegramente de cantería, es de planta cuadrada, consta de tres cuerpos de altura decreciente; para iluminar la subida al cuerpo de campanas, se abren graciosas saeteras perfiladas en unos casos con dibujos conopiales y en otros tribulados.